# Броненосні крейсери типу «Інфанта Марія Тереса»
Броненосні крейсери типу «Інфанта Марія Тереса» — три броненосних крейсери,  побудовані для ВМС Іспанії між 1889 і 1893 роками. Всі три були потоплені кораблями ВМС США під час битви при Сантьяго-де-Куба в 1898 році.

## Опис

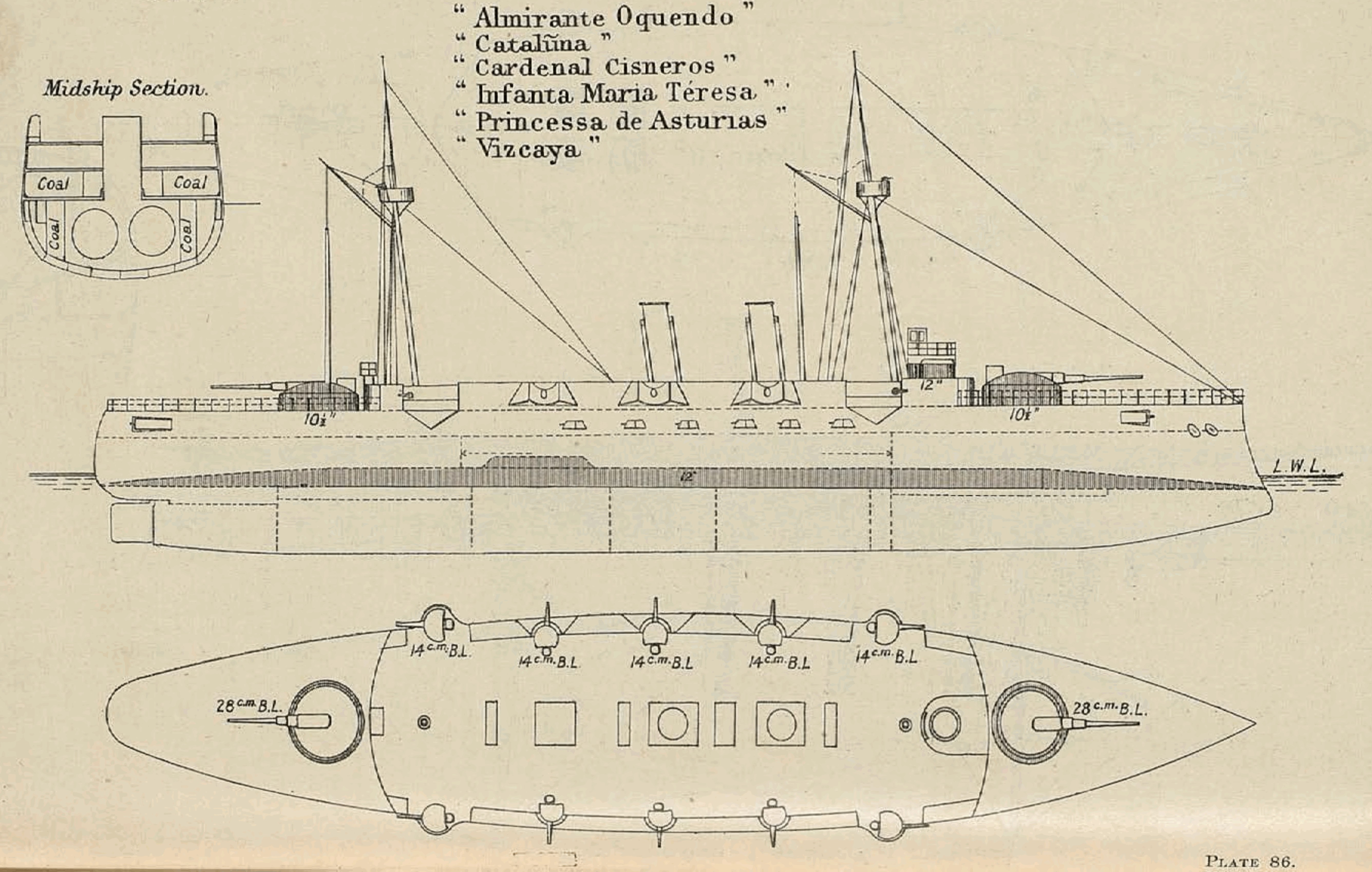
Вид на корабель справа, план палуби та розріз корпусу, ілюстрація з журналу Brasseys Naval Annual за 1896 рік.

Військово-морська верф у іспанському Більбао, побудувала всі три крейсери типу «Інфанта Марія Тереса». Спочатку ВМС Іспанії планували побудувати однотипні кораблі лінкору «Пелайо», але криза у відносинах з Німецькою імперією щодо контролю над Каролінськими островами у 1890 році змусила Іспанію перенаправити кошти, виділені на лінкори, на броньовані крейсери  Кораблі такого класу мали перевагу над лінійними кораблями у більшій швидкості та радіусі дії, що робили їх кращими інструментом для реагування на колоніальні кризи.
Кораблі типу «Інфанта Марія Тереса» з двома трубами поєднували швидкість та потужне озброєння з двох 11 дюймових гармат Онторія, встановлених у барбетах по центральній лінії спереду та ззаду, а також потужної допоміжної батареї з 140 мм. гармат.  Водночас захист крейсерів був недостатнім. Броньовий пояс був вузьким і тягнувся лише на дві третини довжини корпусів, гармати головного калібру  мали лише легкоброньовані ковпаки, 140-мм гармати встановлювалися відкрито на верхній палубі, а кораблі мали високий, незахищений надводний борт.  Їхні верхні палуби були дерев'яними без сталевого покриття.  Кораблі також були надмірно оздоблені деревом, яке іспанці не видалили перед боєм і яке підживлювало пожежі після попадання ворожих снарядів.